# Symplocostoma exile
Symplocostoma exile is een rondwormensoort uit de familie van de Enchelidiidae. De wetenschappelijke naam van de soort is voor het eerst geldig gepubliceerd in 1870 door Marion.